# Escape Clause
Escape Clause este al șaselea episod al serialului american Zona crepusculară. Este „povestea semnării unui contract neobișnuit între un muritor și Majestatea sa Satana” și a fost difuzat inițial pe 6 noiembrie 1959 pe canalul CBS.

## Prezentare

### Introducere
| “ | Sunteți pe cale să întâlniți un ipohondru. Priviți-l pe Dl. Walter Bedeker, 44 de ani. Înspăimântat de următoarele: moarte, boală, alte persoane, germeni, curent și orice altceva. Are un singur interes în viață și acela este Walter Bedeker. O unică preocupare, viața și bunăstarea lui Walter Bedeker. O permanentă îngrijorare cu privire la societate, și anume dacă Walter Bedeker va muri, cum va supraviețui fără el? | ” |

### Intriga
Walter Bedeker, un ipohondru paranoic, este convins că soția și medicul său, care insistă că Bedeker este sănătos, îl îmbolnăvesc intenționat cu scopul de a-l ucide. După ce aceștia părăsesc încăperea, un bărbat dolofan pe nume Cadwallader apare în camera sa și îi oferă darul nemuririi și tinereții veșnice în schimbul sufletului său. Cadwallader introduce în contract și o clauză⁠(d) care îi permite lui Bedeker să moară la cerere în orice moment.
Bedeker profită de noua sa invulnerabilitate pentru a colecta bani din asigurări și a experimenta senzații tari în diverse accidente mortale. După paisprezece accidente, acesta ajunge la concluzia că fără riscuri și temeri, viața devine îngrozitor de plictisitoare. Amestecă intenționat un cocktail cu substanțe otrăvitoare și îl consumă, fapt care o șochează pe soția sa; băutura însă are gust de „limonadă... limonadă slabă”. Bedeker îi explică soției sale situația, menționând că dacă ar avea puțină imaginație, l-ar ajuta să găsească o modalitate prin care să experimenteze ceva euforic. Acesta îi spune că se va arunca de pe acoperișul blocului; în timp ce încearcă să-l oprească, soția sa cade din greșeală de pe clădire. Netulburat de moartea ei, Bedeker contactează autoritățile și declară că și-a omorât soția, sperând că va fi condamnat la moartea pe scaunul electric.
Cu toate acestea, datorită strategiei avocatului său, Bedeker este condamnat la închisoare pe viață fără eliberare condiționată. CadWallader îl vizitează pe acesta în celula sa pentru a-i aminti de clauza din contract. Conștient că va rămâne pentru eternitate în închisoare, acesta decide să profite de clauză și suferă un infarct fatal. Paznicul îî descoperă trupul neînsuflețit și oftează: „Bietul nenorocit...".

### Concluzie
| “ | Există o vorbă, „fiecare om lăsat pe Pământ este condamnat să moară, timpul și metoda execuției sunt necunoscute”. Probabil că așa ar trebui să fie. De exemplu: Walter Bedeker, recent decedat. Un om mărunt cu o imensă dragoste de viață. Învins de diavol, de propria plictiseală și de starea de fapt în Zona crepusculară. | ” |